# Düsseldorf Masters
De Düsseldorf Masters is een tweejaarlijks terugkerend hockeytoernooi voor landenherenteams. Het toernooi wordt in de even jaren gehouden op het veld van de Deutscher Sportklub Düsseldorf te Düsseldorf. De eerste editie was in juni 2012 en werd gewonnen door de Duitsers. In de oneven jaren wordt het toernooi gehouden in Hamburg op de velden van Uhlenhorster HC, onder de naam  Hamburg Masters. In 2012 droeg het toernooi de naam van de hoofdsponsor: ERGO Masters. Het evenement wordt door de deelnemende landen vooral gebruikt als een laatste serieuze krachtmeting in de aanloop naar een groot internationaal titeltoernooi.

## Edities Düsseldorf Masters

### Düsseldorf Masters 2012
De eerste editie van de Düsseldorf Masters werd gehouden van 21 juni tot en met 24 juni 2012. Nederland, België, Duitsland en Spanje waren de deelnemers, alle vier waren zei geplaatst voor de Olympische Spelen die begint op 29 juli 2012.

#### Nederlandse selectie
Nederland nam in totaal 18 spelers mee naar Düsseldorf, Teun de Nooijer en Bob de Voogd waren aan het herstellen van een blessure en deden niet mee. 

1. Jaap Stockmann (keeper)

3. Tim Jenniskens

4. Klaas Vermeulen

5. Marcel Balkestein

7. Wouter Jolie

8. Billy Bakker

9. Roderick Weusthof

10. Taeke Taekema

11. Jeroen Hertzberger
12. Robbert Kemperman

15. Sander Baart

16. Floris Evers

20. Sander de Wijn

22. Rogier Hofman

24. Robert van der Horst

25. Seve van Ass

26. Valentin Verga

30. Mink van der Weerden

#### Belgische selectie
2. Xavier Reckinger 

5. Jérôme Dekeyser 

7. John-John Dohmen 

9. Maxime Luycx

10. Cédric Charlier

11. Benjamin van Hove

12. Alexandre de Paeuw

12. Gauthier Boccard

13. Jeffrey Thys
14. Floren van Aubel

17. Thomas Briels

19. Félix Denayer

22. Vincent Vanasch (keeper)

22. Simon Gougnard

26. Manu Leroy (keeper)

27. Tom Boon

28. Jérôme Truyens

29. Elliot van Strydonck

#### Uitslagen
| Team      | Plaats | Gespeeld | G | G | V | DV | DT | DS | Pnt |
| --------- | ------ | -------- | - | - | - | -- | -- | -- | --- |
| Duitsland | Goud   | 3        | 2 | 1 | 0 | 12 | 8  | +4 | 7   |
| België    | Zilver | 3        | 1 | 1 | 1 | 4  | 6  | -2 | 4   |
| Nederland | Brons  | 3        | 1 | 0 | 2 | 5  | 5  | 0  | 3   |
| Spanje    | 4e     | 3        | 1 | 0 | 2 | 5  | 7  | -2 | 3   |

| 21 juni 2012 16:30 UTC+1                                       |           |        |                                                    |
| Nederland                                                      | 3:0 (1:0) | België | Scheidsrechters: Colin Hutchinson Christian Blasch |
| 18' Roderick Weusthof 40' Roderick Weusthof 46' Valentin Verga |           |        | Scheidsrechters: Colin Hutchinson Christian Blasch |

| 21 juni 2012 18:45 UTC+1 |           |                                               |                                                   |
| Duitsland | 6:3 (2:1) | Spanje                                        | Scheidsrechters: Roel van Eert Gregory Uyttenhove |
| 28' Thilo Stralkowski 35' Christopher Zeller 38' Christopher Zeller 41' Florian Fuchs 59' Florian Fuchs 60' Christopher Zeller |           | 30' Pau Quemada 51' Santi Freixa 68' Pol Amat | Scheidsrechters: Roel van Eert Gregory Uyttenhove |

| 23 juni 2012 13:00 UTC+1                                          |           |                                                            |                                                  |
| België                                                            | 3:3 (3:2) | Duitsland                                                  | Scheidsrechters: Eduardo Lizana Colin Hutchinson |
| 17' Matthias Witthaus 17' Christopher Zeller 27' Jan-Marco Montag |           | 11' Gauthier Boccard 35' Xavier Reckinger 64' Maxime Luycx | Scheidsrechters: Eduardo Lizana Colin Hutchinson |

| 23 juni 2012 15:30 UTC+1      |           |           |                                                      |
| Spanje                        | 2:0 (1:0) | Nederland | Scheidsrechters: Christian Blasch Gregory Uyttenhove |
| 04' Pol Amat 54' Santi Freixa |           |           | Scheidsrechters: Christian Blasch Gregory Uyttenhove |

| 24 juni 2012 12:30 UTC+1 |           |        |                                                 |
| België                   | 1:0 (1:0) | Spanje | Scheidsrechters: Christian Blasch Roel van Eert |
| 23'Maxime Luycx          |           |        | Scheidsrechters: Christian Blasch Roel van Eert |

| 24 juni 2012 15:00 UTC+1            |           |                                                                 |                                                  |
| Nederland                           | 2:3 (2:1) | Duitsland                                                       | Scheidsrechters: Colin Hutchinson Eduardo Lizana |
| 05' Billy Bakker 07' Sander de Wijn |           | 23' Christopher Zeller 43' Christopher Zeller 59' Florian Fuchs | Scheidsrechters: Colin Hutchinson Eduardo Lizana |